# Ewa Weber
Ewa Weber (ur. 5 sierpnia 1971 w Zabrzu) – doktor nauk ekonomicznych, samorządowiec oraz p.o. prezydenta Zabrza od 2025.

## Życiorys
Urodziła się w 1971 r. Jest absolwentką Uniwersytetu Ekonomicznego w Katowicach oraz doktorem nauk ekonomicznych Szkoły Głównej Handlowej w Warszawie. Ukończyła także studia podyplomowe z zakresu administracji na Uniwersytecie Śląskim w Katowicach oraz psychologii biznesu na Uniwersytecie WSB Merito w Chorzowie.
Od 1992 roku powiązana z zabrzańskim magistratem gdzie rozpoczęła pracę jako urzędnik. W 2000 r. objęła funkcję rzecznika prezydenta do spraw wdrożenia systemów zintegrowanych. Od 2004 roku pełniła funkcje naczelnika  m.in. budżetu i finansów. Przez 10 lat pełniła funkcję sekretarza miasta Zabrze. W 2019 została prezesem gliwickiej spółki komunalnej Śląska Sieć Metropolitalna Sp. z o.o. Od stycznia 2020 r. do 2023 pełniła funkcję zastępczyni prezydenta Gliwic Adama Neumanna. Następnie była dyrektorem generalnym w Ministerstwie Aktywów Państwowych.
Od maja 2025 pełni funkcję Prezydenta miasta Zabrze, po odwołaniu w referendum Agnieszki Rupniewskiej, do czasu wyboru nowego prezydenta.
Kandydowała w przyspieszonych wyborach prezydenckich w Zabrzu w sierpniu 2025 roku, zajęła pierwsze miejsce w I turze z wynikiem 39,3% głosów i dostała się do II tury z Kamilem Żbikowskim, który uzyskał 16,1% poparcia.
Jest również wykładowcą akademickim, specjalizującym się w zakresie samorządu, zarządzania zasobami ludzkimi, IT, cyberbezpieczeństwa, polityki społecznej oraz finansów publicznych.

## Odznaczenia
- Srebrny Medal „Za Zasługi dla Pożarnictwa” (2024)[10]